# Rudolf Fischer (Musiker)
Rudolf Karl Fischer (* 13. Juli 1913 in Leipzig; † 29. Juli 2003 ebenda) war ein deutscher Pianist, Musikpädagoge und Professor an der Musikhochschule Leipzig.

## Leben
Rudolf Fischer trat 1945 der KPD bei und wurde im Zuge der Zwangsvereinigung von SPD und KPD 1946 Mitglied der SED. Ab 1946 war er stellvertretender Rektor und von 1948 bis 1973 Rektor der Musikhochschule Leipzig. Er initiierte 1964 den Internationalen Johann-Sebastian-Bach-Wettbewerb des Bach-Archivs Leipzig und war bis 1973 auch Präsident dieses renommierten Wettbewerbs. Von 1972 an leitete er die erste Meisterklasse für Klavier in der DDR. 1973 erhielt er eine ordentliche Professur. In der Personal- und Berufungspolitik vertrat er die Linie der SED. 1989 wurde er zum Ehrensenator der Leipziger Musikhochschule ernannt.
Von 1950 bis 1952 war er Mitglied des sächsischen Landtages und bis Juli 1951 Mitglied des Landeswohnungsausschusses.
Fischer war zwischen 1968 und 1974 Präsident der Genfer „Association Européene de Conservatoires, Academies de Musique et Musik-Hochschulen“, 1974 wurde er zu deren Ehrenpräsident ernannt. 1982 wurde er Vizepräsident des Johann-Sebastian-Bach-Komitees der DDR.
Fischer konzertierte unter anderem mit dem Leipziger Gewandhausorchester und der Staatskapelle Dresden, spielte zahlreiche Schallplatten-, Funk- und Fernsehaufnahmen ein und war Mitglied der Jury vieler internationaler Musikwettbewerbe. Er war außerdem Mitglied der Robert-Schumann-Gesellschaft Zwickau und der Neuen Bachgesellschaft Leipzig.
Rudolf Fischer war verheiratet mit der Altistin Eva Fleischer (1922–2016). Der Klavierprofessor Johannes Fischer (1936–2019) ist sein Sohn.

## Auszeichnungen
- Vaterländischer Verdienstorden in Silber (1958), in Gold (1965)
- Ehrenspange zum Vaterländischen Verdienstorden in Gold (1983)
- Kunstpreis der DDR (1962)
- Kunstpreis der Stadt Leipzig (1959)
- Robert-Schumann-Preis der Stadt Zwickau (1983).